# Alexander Alexandrowitsch Guskow
Alexander Alexandrowitsch Guskow (russisch Александр Александрович Гуськов; * 26. November 1976 in Gorki, Russische SFSR) ist ein ehemaliger russischer Eishockeyspieler, der über viele Jahre bei Lokomotive Jaroslawl, dem HK Awangard Omsk und dem HK Traktor Tscheljabinsk in der Kontinentalen Hockey-Liga respektive der Superliga aktiv war.

## Karriere
Alexander Guskow begann seine Karriere als Eishockeyspieler beim HK Traktor Tscheljabinsk, für den er in der Saison 1998/99 sein Debüt in der russischen Superliga gab. Noch während seines Rookiejahres wechselte er zu deren Ligarivalen HK Lada Toljatti. Anschließend erhielt der Verteidiger einen Vertrag bei Neftechimik Nischnekamsk, für die er zwei Jahre lang auf dem Eis stand, ehe er von 2001 bis 2004 für Lokomotive Jaroslawl aktiv war. Mit Jaroslawl wurde er 2002 und 2003 jeweils Russischer Meister. Zudem wurde der Russe im NHL Entry Draft 2003 in der siebten Runde als insgesamt 200. Spieler von den Columbus Blue Jackets ausgewählt.
Nachdem Guskow die Saison 2004/05 bei Ak Bars Kasan begonnen hatte, wurde er im Laufe der Spielzeit an den HK Awangard Omsk abgegeben, mit dem er 2005 den IIHF European Champions Cup gewann. Nach eineinhalb Jahren bei Awangard kehrte der Linksschütze für die Saison 2006/07 zum HK Lada Toljatti zurück. Anschließend wurde er von Lokomotive Jaroslawl verpflichtet, für das er bis zum Saisonende 2010/11 in der neugegründeten Kontinentalen Hockey-Liga spielte. Im Mai 2011 wurde Guskow vom HK ZSKA Moskau verpflichtet. Nach 67 KHL-Partien für den ZSKA wurde Guskow im Oktober 2012 gegen Maxim Kondratjew von Lokomotive Jaroslawl eingetauscht.
Im Mai 2013 kehrte Guskow zum HK Traktor Tscheljabinsk zurück, ehe er im November 2013 zu Sewerstal Tscherepowez wechselte. Dort stand er jedoch auch nur etwa einen Monat unter Vertrag und war anschließend vereinslos. Im Oktober 2014 versuchte er ein Comeback bei Neftechimik Nischnekamsk, welches nicht gelang. Daher beendete er seine Karriere im August 2015 endgültig.

### International
Für Russland nahm Guskow an den Weltmeisterschaften 2002, 2003 und 2004 teil.

## Erfolge und Auszeichnungen
- 2002 Russischer Meister mit Lokomotive Jaroslawl
- 2003 Russischer Meister mit Lokomotive Jaroslawl
- 2005 IIHF-European-Champions-Cup-Gewinn mit dem HK Awangard Omsk
- 2010 KHL-Verteidiger des Monats März
- 2010 KHL-Verteidiger des Monats Dezember
- 2011 KHL All-Star Game

### International
- 2002 Silbermedaille bei der Weltmeisterschaft

## Statistik
(Stand: Ende der Saison 2014/15)